# Port-Margot
Port-Margot (Haitianisch-Kreolisch Pò Mago) ist eine Gemeinde im Département Nord von Haiti.

## Geschichte
Das Dorf geht auf die Präsenz französischer Freibeuter auf der Île de la Tortue zurück, die im Jahr 1640 unter der Führung von Philippe de Longvilliers de Poincy unter dem Namen Sainte-Margeurite eine erste Basis auf der Insel Hispaniola selbst anlegten. Im Jahr 1711 entstand daraus die Gemeinde Port-Margot.
Der seit dem Jahr 1719 bestehende Chor der Kirchengemeinde gehört zu den ältesten heute noch bestehenden Gemeinschaften von Sängern seiner Art.  
Der französische Gouverneur der Kolonie Saint-Domingue, Bertrand d’Ogeron de La Bouëre, hatte sein Haus in Port-Margot.

## Lage und Beschreibung
Die Gemeinde Port-Margot erstreckt sich von der Küste des Atlantischen Ozeans rund 25 Kilometer in das Landesinnere hinein.
Neben dem Stadtzentrum Ville de Port Margot sowie den Stadtteilen Quartier de Bayeux und Quartier Petit Bourg de Port-Margot bestehen sechs Gemeindebezirke:
1. Grande Plaine mit Guillette, La Coupe, Mazambi und Nantchen,
2. Bas Petit Borgne mit Aria, Fond Bois, Gué, Mathurin, Pierre-Michel und Potier,
3. Corail mit Corneille, Dame Piquant, Découvert, Dumazan, Dupin, Duplessis, Fauché, Ferrand und Garde Bance,
4. Haut Petit Borgne mit Paillant und Redoute,
5. Bas Quartier mit Bayeux, Bord de Mer Port-Margot, Chabet, Chevalier, Chouchou, Eau Noire, Gamelle, Gué, La Source, Legras, L’Ilet Port-Margot, Novion, Pioux, Redoute, Thébaudière und Verger sowie
6. Bras Gauche mit Dos Bobo, Garde Camp, Godino, Jeannette, Lacoman, Nan Marguerite, Petit-Bourg-de-Port-Margot, Poc, Quentin, Riol und Saint-Pierre.

Die Route Départementale RD-14 führt durch Port-Margot und verbindet den Ort mit der Route Nationale RN-1 bei Limbé (9 Kilometer) im Südosten.